# 布蘭斯科

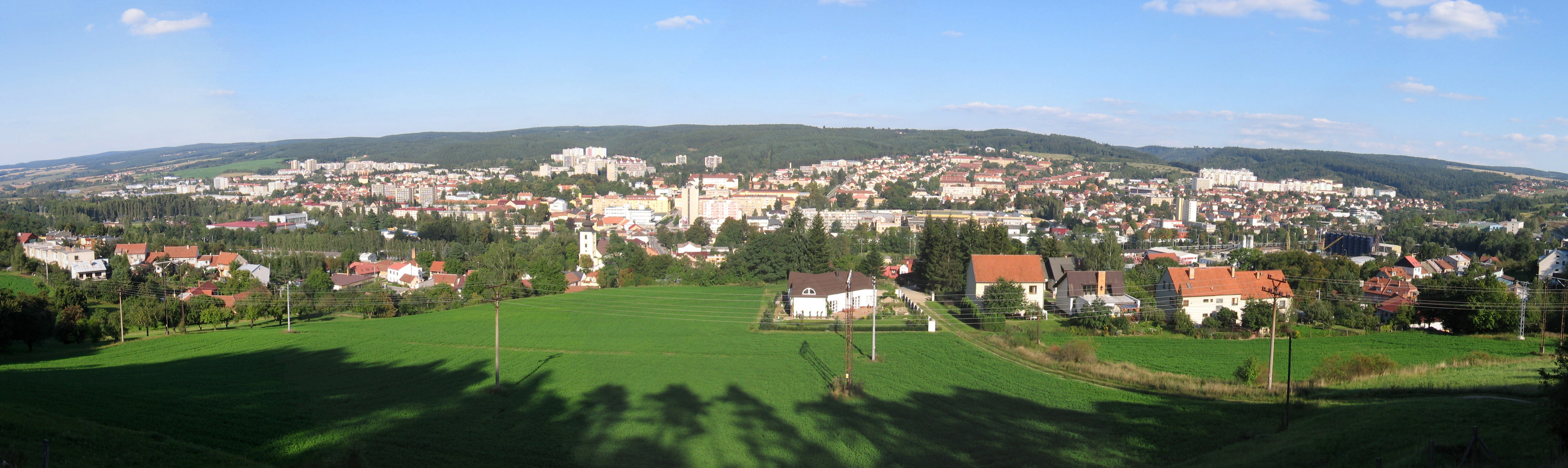

布蘭斯科是捷克的城鎮，位於該國東南部，距離首府布爾諾19公里，由南摩拉維亞州負責管轄，面積44.99平方公里，海拔高度276米，2012年人口56,005。

## 外部連結
- Official website